# Samurai Shodown
Samurai Shodown is een vechtspel dat werd ontwikkeld en uitgegeven door SNK. Het is het eerste spel in de Samurai Shodown-serie dat op 7 juli 1993 uitkwam als arcadespel. Later is het geporteerd naar diverse thuisconsoles.
In tegenstelling tot andere vechtspellen uit die tijd, die zich afspelen in de moderne tijd, richt dit spel zich op het Japanse feodale tijdperk.

## Spel
Het spel speelt zich af in de 18e eeuw waarbij alle personages wapens hanteren en werd al snel bekend vanwege het hoge speeltempo. Tijdens een wedstrijd houdt een scheidsrechter vlaggen bij voor de score. Soms komt op de achtergrond een bezorger voorbij die bommen of energie brengt, en zo de uitkomst van het gevecht kan beïnvloeden.

## Personages
Personages die in dit spel voorkomen zijn:
| - Haohmaru - Nakoruru - Ukyo Tachibana - Wan-Fu - Tam Tam - Charlotte de Colde | - Galford Weller - Kyoshiro Senryo - Earthquake - Hattori Hanzo - Jubei Yagyu - Genan Shiranui |

De eindbaas in dit spel is Amakusa Shiro Tokisada. Hij is gewapend met de Gem of Gadamer, en is herrezen door de kwaadaardige Ambrosia om de steen van Palenque in zijn bezit te nemen. Met de krachten in de steen wil Ambrosia een fysieke vorm aannemen.